# 包满达
包满达（1958年3月—），男，蒙古族，内蒙古科左中旗人，中华人民共和国政治人物、第十二届全国人民代表大会内蒙古地区代表。

## 生平
毕业于中央党校经济管理专业。1985年4月，加入中国共产党。2013年当选为第十二届全国人大代表。2013年1月当选赤峰市人民政府市长。